# Adansonia grandidieri
Adansonia grandidieri är en malvaväxtart som beskrevs av Henri Ernest Baillon. Adansonia grandidieri ingår i släktet Adansonia och familjen malvaväxter. Inga underarter finns listade i Catalogue of Life. Arten är uppkallad efter den franske upptäcktsresanden och naturforskaren Alfred Grandidier.

## Bildgalleri

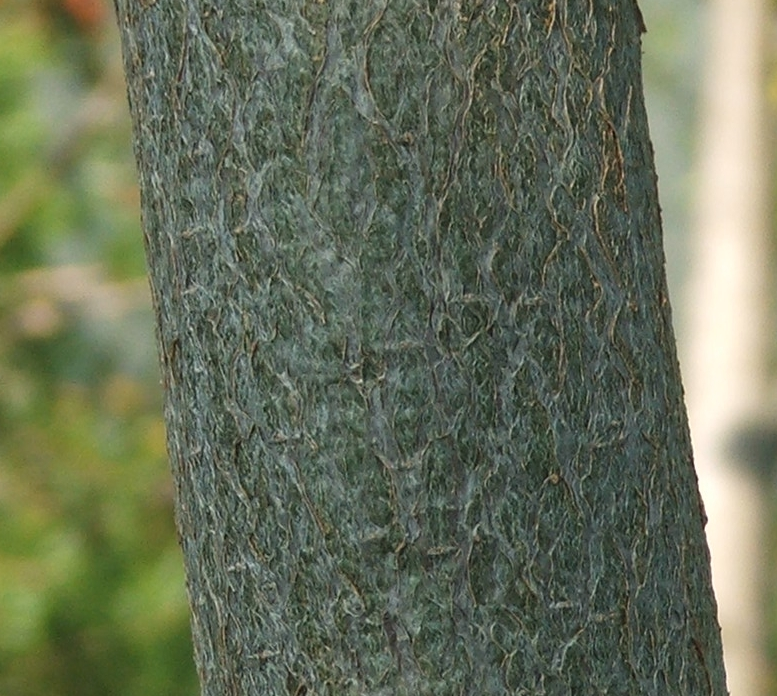
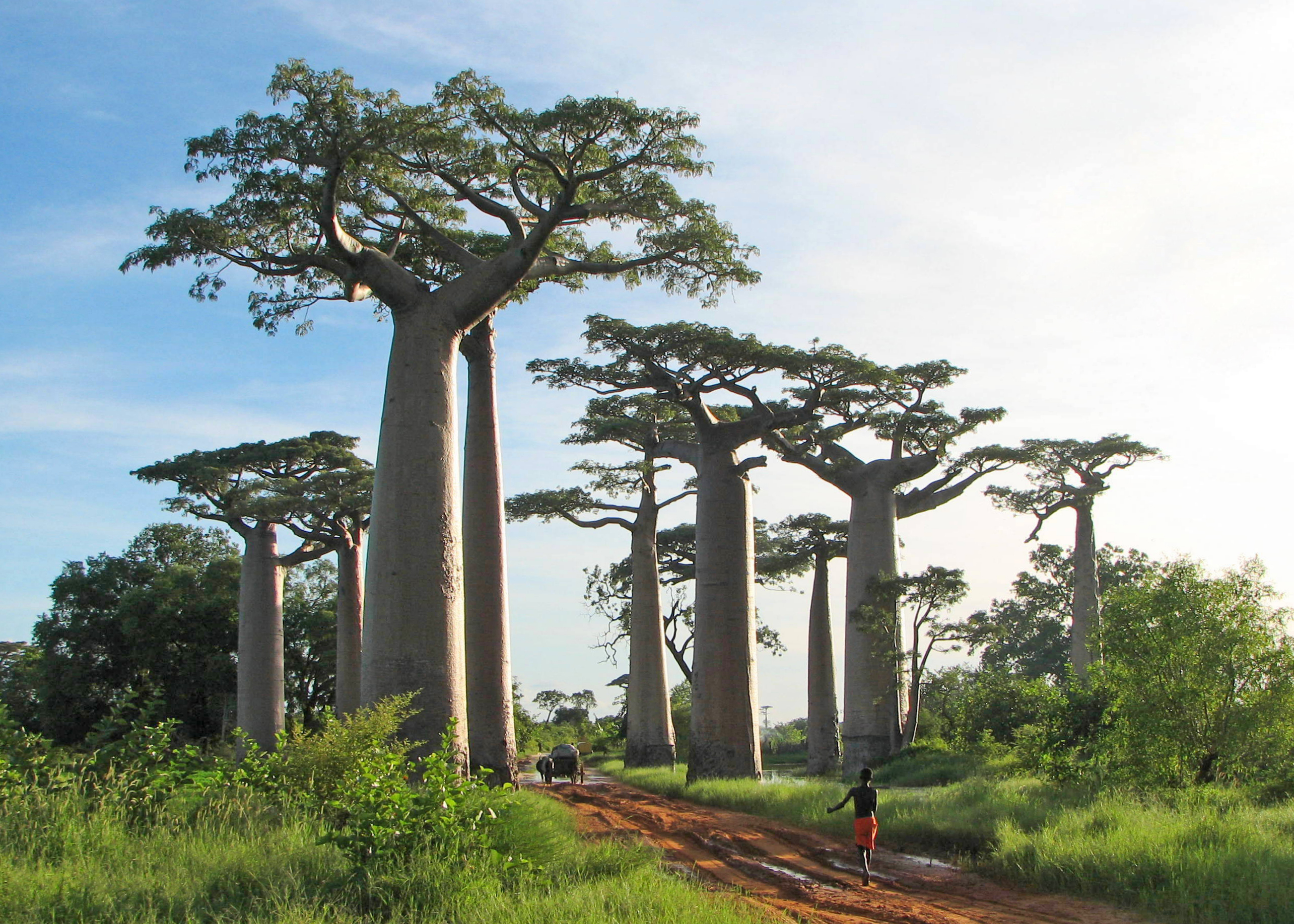